# Рутэм, Сирил
Сирил Брадли Рутэм (англ. Cyril Bradley Rootham; 5 октября 1875 — 18 марта 1938) — английский композитор, музыкальный педагог и органист. Работая в Кембриджском университете, он стал влиятельной фигурой в английской музыкальной жизни. Будучи старшим сотрудником Колледжа Св. Иоанна, где он также служил органистом, Рутэм руководил Музыкальным обществом Кембриджского университета, где его инновационная концертная программа помогла сформировать английские музыкальные вкусы того времени. Собственные композиции Рутэма включают две симфонии, оперу, несколько крупных хоровых произведений, много камерной музыки и многочисленные песни, в том числе для партесного пения.

## Биография
Рутэм родился в г. Бристоль (Западная Англия), в семье Даниэля Вилберфорса и Мэри (урождённая Гимблетт Эванс) Рутэмов. Его отец был известным учителем пения, его ученицами были Ева Тёрнер и Клара Батт. Также являлся директором Бристольского мадригального общества.
По окончании Бристольской гимназии, в 1894 г. Рутэм поступил в Кембриджский университет, Колледж Св. Иоанна, где изучал латынь и древнегреческий. По окончании курса в 1897 г. он продолжил обучение и в 1900 г. получил звание бакалавра второй степени, на этот раз в музыке. Рутэм продолжил образование в Королевском колледже музыки, где его преподавателями были Мармадюк Бартон, Уолтер Пэррат, Губерт Пэрри и Чарльз Вильерс Стэнфорд.
Будучи органистом в Церкви Христа в Хампстеде (Лондон) и Соборе Св. Асафа (Уэльс), Рутэм в 1901 г. был назначен органистом Колледжа Св. Иоанна в Кембридже — должность, которую он занимал до конца жизни.
В 1912 г. Рутэм стал дирижёром Музыкального общества Кембриджского университета (КУМС). Под его предприимчивым руководством КУМС приобрело значительное влияние в английской музыкальной жизни того времени. В 1914 г. по получении должности преподавателя формы и анализа музыки Рутэм стал старшим сотрудником Колледжа Св. Иоанна. В 1924 г. он был назначен старшим преподавателем контрапункта и гармонии. Среди его студентов-композиторов были Артур Блисс, Арнольд Кук, Кристиан Дарнтон, Армстронг Гиббс, Волтер Ли, Робин Орр, Бернард Стивенс и Перси Янг.
Из-за прогрессирующей мышечной атрофии после перенесённого инсульта он был вынужден прекратить активную деятельность в КУМС, передав в 1936 г. свои обязанности Борису Орду. Несмотря на болезнь, Рутэм смог написать свою Вторую симфонию в трёх движениях. Оркестровку заключительного движения завершил его близкий друг Патрик Хадли уже после смерти композитора. Рутэм умер в 1938 г. на пике своих творческих сил.

## Избранные работы
Наиболее значимыми композициями Рутэма считаются следующие:
- Симфония № 1 (1932)
- Симфония № 2 (1938)
- Опера «Две сестры» (The Two Sisters: 1920)
- Кантата «Андромеда» (Andromeda: 1905)
- Кантата «Волшебница Шелот» (The Lady of Shalott: 1909)
- Оратория «Ода на утро Рождества Христова» (Ode on the Morning of Christ’s Nativity: 1928)

## Дискография
Некоторые из композиций Рутэма были зафиксированы в звукозаписи:
- Симфония № 1: London Philharmonic Orchestra, дирижёр Vernon Handley. Lyrita SRCD.269
- Симфония № 2: Scottish Philharmonic Singers, BBC Scottish Symphony Orchestra, дирижёр Vernon Handley. Lyrita REAM2118
- Оратория «Ода на утро Рождества Христова»: Teresa Cahill (сопрано), Philip Langridge (тенор), Michael Rippon (бас-баритон), Trinity Boys Choir, BBC Singers & BBC Concert Orchestra, дирижёр Vernon Handley. Lyrita REAM2118